# Ким Ун Чхоль
Ким Ун Чхоль (кор. 김운촐, род. 23 сентября 1979 года, КНДР) — северокорейский боксёр-любитель, бронзовый призёр Олимпийских игр 2000 года.
На Играх 2000 года в Сиднее последовательно победил боксёров из Лесото, Венгрии и Литвы, а затем в полуфинале уступил испанцу Рафаэлю Лосано со счётом 10-15. Бронза Кима была одной из 4 наград, завоёванных представителями КНДР на Играх в Сиднее во всех видах спорта и единственной в боксе.